# The Disaster Artist
The Disaster Artist è un film del 2017 diretto ed interpretato da James Franco.
Tratto dall'omonimo libro di Greg Sestero e Tom Bissell, il film racconta della travagliata amicizia tra Sestero e Tommy Wiseau, artefice del film di culto The Room (2003), considerato uno tra i peggiori mai realizzati, tanto da essere definito "il Quarto potere dei film brutti".
Wiseau e Sestero sono interpretati da James e Dave Franco, supportati da un cast corale e dai camei di numerosi attori e registi. Il film è stato presentato in anteprima il 12 marzo 2017 al South by Southwest Film Festival uscendo negli Stati Uniti a dicembre dello stesso anno.

## Trama
A San Francisco nel 1998, il diciannovenne Greg Sestero fa amicizia con Tommy Wiseau durante le lezioni di recitazione con Jean Shelton dopo che Tommy ha dato una lunga e bizzarra interpretazione di una scena di Un tram che si chiama Desiderio. Greg è impressionato dalla sua impavidità, anche se Tommy mostra abitudini e manierismi insoliti; per esempio, insiste di essere di New Orleans nonostante abbia un accento europeo. Su suggerimento di Tommy, si trasferiscono a Los Angeles per intraprendere una carriera di attore. Greg scopre che Tommy può permettersi appartamenti sia a San Francisco che a Los Angeles, ma non vuole parlare della sua vita personale o della fonte della sua ricchezza. Greg firma con l'agente di talento Iris Burton e partecipa regolarmente alle audizioni, mentre Tommy viene costantemente rifiutato da agenzie, insegnanti di recitazione, direttori di casting e produttori. Greg inizia a frequentare Amber, che incontra al lavoro di lei in un locale notturno, e Tommy diventa geloso, credendo che la loro relazione stia sabotando la sua con Greg; mentre lui non riesce continuamente a trovare lavoro, si scoraggia. Mentre anche i provini di Greg si prosciugano, egli condivide le sue frustrazioni con Tommy, che decide di fare un film per loro come protagonista.
Tommy scrive la sceneggiatura di The Room, un melodramma sul triangolo amoroso tra il banchiere Johnny (interpretato da Tommy), la sua fidanzata Lisa e il suo migliore amico Mark. Greg accetta con riluttanza il ruolo di Mark e il credito di un produttore di linea. Affittano la casa di produzione di Burns & Sawyer; Tommy insiste per comprare tutta l'attrezzatura di produzione e girare il film su pellicola 35mm e HD Digital contemporaneamente, misure costose e inutili. I dipendenti presentano Tommy a Raphael Smadja e Sandy Schklair, che lavorano rispettivamente come direttore della fotografia e supervisore della sceneggiatura. L'attrice Juliette Danielle viene scritturata nel ruolo di Lisa. La produzione inizia senza intoppi, ma è difficile lavorare con Tommy. Dimentica le sue battute, arriva in ritardo e si rifiuta di fornire alla sua troupe i bisogni primari come l'acqua potabile e l'aria condizionata. Senza che nessuno riceva una sceneggiatura completa, il cast e la troupe sono sconcertati dalla trama senza senso del film e dalle inspiegabili scelte di Tommy nella regia e nella recitazione. Durante la preparazione di una scena di sesso, Tommy si rifiuta di girare su un set chiuso e umilia Juliette facendo notare a tutta la troupe l'acne sulla spalla. Dopo aver girato ampie riprese dietro le quinte, Tommy rivela di sapere che tutti lo odiano e crede che nessuno, compreso Greg, sostenga la sua visione.
Greg e Amber incontrano Bryan Cranston, noto per il suo ruolo nella serie televisiva Malcolm, che invita Greg a interpretare un boscaiolo in un episodio della suddetta serie. La parte richiede la barba; poiché Greg deve radersi la barba per The Room, prega Tommy di rimandare le riprese, ma Tommy si rifiuta. L'ultimo giorno di riprese, Greg accusa Tommy di egoismo e doppiezza durante tutta la loro amicizia e mette in discussione la sua vera età e le sue origini. I due litigano prima che Greg se ne vada infuriato. Passano otto mesi; nel giugno 2003, Amber e Greg si separano e Greg lavora in teatro. Tommy invita Greg alla prima di The Room; con sorpresa di Greg, l'intero cast e la troupe partecipano. Il pubblico reagisce con una risata, mentre le scarse prestazioni, la sceneggiatura e le tecniche di regia di Tommy diventano immediatamente evidenti. Un Tommy devastato se ne va infuriato, ma Greg lo conforta, dicendogli che hanno deliziato il pubblico. Con rinnovato ottimismo, Tommy torna a teatro alla fine di The Room e si prende il merito per il suo film "comico". Invitando Greg sul palco per ringraziarlo, la coppia riceve un'ovazione.
In una scena dopo i titoli di coda, Tommy incontra Henry, un festaiolo (interpretato dal vero Tommy Wiseau) che si offre di uscire. Tommy rifiuta, ignaro delle somiglianze nei loro accenti e nei loro modi di fare.

## Produzione

### Sviluppo
Nel febbraio del 2014, la casa di produzione Point Grey Pictures di Seth Rogen ha annunciato di aver acquisito i diritti cinematografici di The Disaster Artist di Greg Sestero, dando la regia ed il ruolo principale a James Franco; quest'ultimo ha descritto il film come "una combinazione tra Boogie Nights - L'altra Hollywood e The Master". L'8 settembre 2014 è stato annunciato che gli sceneggiatori Scott Neustadter e Michael H. Weber avrebbero scritto la sceneggiatura del film. Nell'aprile del 2016, il titolo del film è stato cambiato da The Disaster Artist a The Masterpiece. Nel febbraio del 2017, il titolo è tornato ad essere The Disaster Artist.

#### Cast e camei
Originariamente, Tommy Wiseau voleva che Johnny Depp lo interpretasse nel film; tuttavia, Franco riuscì a convincerlo di essere la scelta migliore per il ruolo. Nel giugno del 2014, Dave Franco ha annunciato che avrebbe interpretato Greg Sestero: in seguito ad un colloquio con l'attore, Wiseau ha dato la sua approvazione anche a lui. Verso la fine del 2015, Seth Rogen è entrato in trattative per interpretare Sandy Schklair, il segretario di edizione di The Room e principale antagonista di Wiseau. Schklair ha espresso preoccupazione riguardo alla rappresentazione di sé stesso nel film, sostenendo che Rogen non abbia risposto a nessuna delle sue offerte di incontrarsi per parlare del ruolo. Il resto degli attori che avrebbero interpretato il cast di The Room è stato rivelato nel dicembre dello stesso anno; Ari Graynor interpreta Juliette Danielle, Josh Hutcherson interpreta Philip Haldiman, Jacki Weaver interpreta Carolyn Mynnott, Andrew Santino interpreta Scott Holmes e Zac Efron interpreta Dan Janjigian.
Hannibal Buress interpreta Bill Meur, il proprietario di uno studio di posa affittato da Wiseau. La compagna di Dave Franco, Alison Brie, interpreta Amber, l'allora fidanzata di Sestero. Sharon Stone interpreta la talent agent di Sestero, Iris Burton, deceduta nel 2008. Megan Mullally e Kate Upton hanno un ruolo nel film.
Tra i camei presenti nel film, Melanie Griffith nel ruolo di una direttrice di casting, Judd Apatow nel ruolo di un produttore, Mischa Barton nel ruolo di Elizabeth, una fan di Wiseau e Bryan Cranston nel ruolo di se stesso ai tempi di Malcolm.
Wiseau e Sestero hanno anch'essi un cameo. Alcuni famosi fan di The Room, tra cui J. J. Abrams, Lizzy Caplan, Kristen Bell, Adam Scott e Danny McBride fanno una breve apparizione nei panni di sé stessi all'inizio del film.

### Riprese
Le riprese del film sono cominciate l'8 dicembre 2015 a Los Angeles, con Brandon Trost come direttore della fotografia. James Franco non è mai uscito dal ruolo durante tutta la durata della lavorazione. Le riprese sono terminate il 28 gennaio seguente.

## Distribuzione
Il film è stato presentato in anteprima il 12 marzo 2017 al South by Southwest Film Festival, con presenti anche Tommy Wiseau e Greg Sestero.
Il film ha avuto una distribuzione limitata nelle sale cinematografiche statunitensi a partire dal 1º dicembre 2017, per poi ampliarsi dall'8 dicembre, distribuito da A24. Internazionalmente, il film è stato distribuito da Warner Bros. Pictures. In Italia il film è uscito nelle sale il 22 febbraio 2018, dopo un'anteprima al Torino Film Festival 2017.

## Accoglienza

### Critica
Su Rotten Tomatoes, il film ha una percentuale di gradimento del 91%, basata su 351 recensioni, con una media di 7.8 su 10. Su Metacritic, il film ha un punteggio di 76 su 100, basato sulle recensioni di 44 critici.
Al South by Southwest Film Festival, il film ha ricevuto un'ovazione da parte del pubblico al termine dell'anteprima. Erik Childress di The Playlist dà al film una recensione positiva, definendo l'interpretazione di Franco "la sua migliore dai tempi di 127 ore". Variety loda il film e lo definisce un possibile concorrente agli Oscar 2018. Michael Rechtshaffen di The Hollywood Reporter scrive: "Franco, perfetto nel ruolo del pensieroso e sconfitto Wiseau, [...] confeziona con successo un misto alla Ed Wood di commedia e pathos che otterrà lo status di cult che si merita, non appena Warner Bros. si deciderà a farlo uscire". Wiseau, intervistato al termine dell'anteprima, si è rifiutato di dare un parere sul film, dichiarando "ho bisogno di rifletterci". Successivamente, Wiseau dichiarò di aver approvato il 99.9% del film.

## Riconoscimenti
- 2018 - Premi Oscar[36]
  - Candidatura per la miglior sceneggiatura non originale
- 2018 - Golden Globe[37]
  - Miglior attore in un film commedia o musicale a James Franco
  - Candidatura per il miglior film commedia o musicale
- 2017 - Festival internazionale del cinema di San Sebastián
  - Concha de Oro al miglior film
- 2017 - Gotham Independent Film Awards[38]
  - Miglior attore a James Franco
- 2017 - Hollywood Film Awards
  - Miglior sceneggiatura a Scott Neustadter e Michael H. Weber
- 2017 - National Board of Review Awards[39]
  - Migliori dieci film dell'anno
  - Miglior sceneggiatura non originale a Scott Neustadter e Michael H. Weber
- 2018 - Writers Guild of America Award[40]
  - Candidatura per la miglior sceneggiatura non originale a Scott Neustadter e Michael H. Weber
- 2018 - Independent Spirit Awards[41]
  - Candidatura per il Miglior attore protagonista a James Franco